# Bonanza (Arkansas)
Bonanza – miasto w Stanach Zjednoczonych, w stanie Arkansas, w hrabstwie Sebastian.